# Seat 600

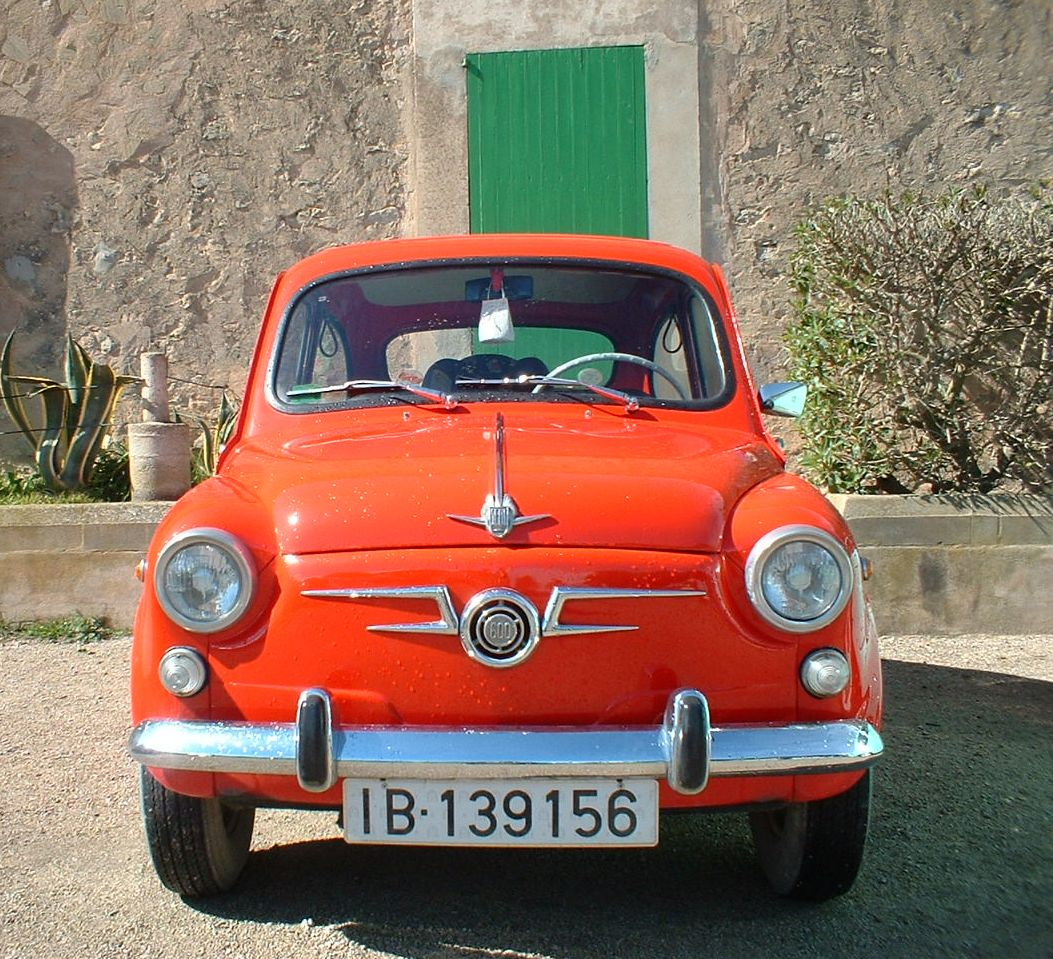
Seat 600

Seat 600 är Seats version av Fiat 600 som tillverkades 1957-1973. Den tillverkades på licens från Fiat.  Den kallades pelotilla ("lilla bollen") och seílla eller  seíta ("Lillseat") i Spanien. Seat 600 blev en symbol för Spaniens ekonomiska tillväxtår under 1960-talet då många spanska familjer kunde köpa sin första bil. Seat 600 tillverkades i 797 319  exemplar och Seat 800, en förlängd fyradörrarsversion, i 18 000 exemplar. 
 Seat 600 exporterades till Argentina, Mexiko, Polen och Finland.